# Bomakellia
Bomakellia ist eine ausgestorbene Tiergattung des Ediacariums, die zu den Rangeomorpha gerechnet wird und große Ähnlichkeiten mit dem chinesischen Fossil Paracharnia aufweist.

## Etymologie
Die Gattungsbezeichnung Bomakellia ist ein Akronym, das sich vom russischen Geowissenschaftler Boris Maximowitsch Keller (1912–1997) ableitet (Bomakellia=Boris Maksimovič Keller). Der Artname kelleri ehrt ebenfalls Keller, der wesentliche Beiträge zur Geologie des Vendiums verfasst hat.

## Vorkommen und Erstbeschreibung
Bomakellia kelleri wurde in der Ust’Pinega-Formation am rechten Ufer der Sjusma 5 Kilometer vor deren Mündung in die Sommerküste des Weißen Meers im Norden Russlands entdeckt und 1985 von Michail Alexandrowitsch Fedonkin erstmals wissenschaftlich beschrieben.

## Beschreibung
Von Bomakellia ist bisher nur ein 90 Millimeter langes Exemplar bekannt, das bei näherer Untersuchung eine vierfache Radialsymmetrie mit einer an Rangea erinnernden Wedelstruktur (englisch frond) zu erkennen gibt. Der Wedel besteht aus vier Fahnen und vier Achsenkanälen, die mittig zwischen den Fahnen verlaufen. An der Stielbasis befindet sich ein knollenförmiger Fortsatz, der als Verankerung gedeutet werden kann.

## Vergesellschaftung
Bomakellia kann zusammen mit folgenden Taxa angetroffen werden:
- Nemiana simplex
- Petalostroma kuibis
- Rangea[4]

## Taxonomie

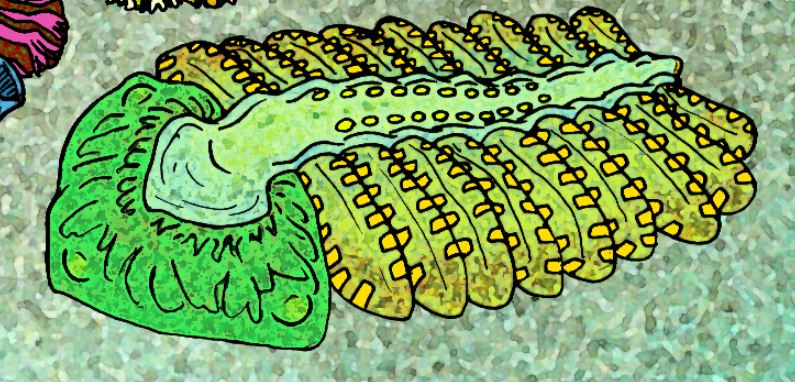
Rekonstruktion von Bomakellia kelleri (in Gelb und Grün) als Protoarthropode (Paratrilobita)

Bomakellia besitzt eine große Ähnlichkeit mit Mialsemia semichatovi, das aus der Yorga-Formation bei Simnije Gory stammt (Anmerkung: dieses Fossil ist möglicherweise nur eine taphonomische Sonderform von Bomakellia).
Fedonkin stufte Bomakellia ursprünglich als zur problematischen Arthropodenklasse „Paratrilobita“ gehörig ein. Waggoner sah in Bomakellia einen primitiven Vorläufer von Anomalocaris. Rückenstrukturen im Kopfbereich (Cephalon) deutete er gar als Augen, wonach Bomakellia das älteste mit Sehsinn ausgestattete Fossil gewesen war.  Diese Hypothese stieß jedoch auf nicht viel Anerkennung.
Mittlerweile gilt die Affinität von Bomakellia zu den Rangeomorpha als ziemlich sicher. Als nächster Verwandter wird das chinesische Fossil Paracharnia angesehen.